# Pustków (Basses-Carpates)
Pour les articles homonymes, voir Pustków.
Pustków [pustkuf] est un village du district administratif de Gmina Dębica, dans le comté de Dębica (Voïvodie des Basses-Carpates), dans le sud-est de la Pologne. Il se trouve à environ 12 kilomètres (7 milles) au nord-est de Dębica et 39 km (24 mi) à l'ouest de la capitale régionale Rzeszów. Le village est souvent confondu avec le grand ensemble Pustków Osiedle adjacent construit dans les années 1930 pour les employés de l'usine d'explosifs miniers de la région industrielle centrale. La superficie totale de Pustków — le plus grand village de Gmina Dębica — est de 2 285 ha pour un total de 2 925 habitants (2003) ; tandis que la superficie de Pustków Osiedle — la plus petite commune — est de 150 ha pour un nombre total de 2 727 habitants en milieu urbain. 

## Seconde Guerre mondiale
Pustków, ainsi que Pustków Osiedle étaient l'emplacement d'un complexe militaire de la SS, dénommé HL-Heidelager, destiné principalement à la 14e division ukrainienne SS Galicien, ainsi que d'autres formations militaires collaborationnistes, y compris estoniennes. Leur formation comprenait également des opérations de mise à mort à l'intérieur des camps et des ghettos juifs dans les environs de Pustków et dans la ville elle-même, notamment dans les camps de concentration de Pustków et Szebnie établis à proximité,. 

### Heidelager

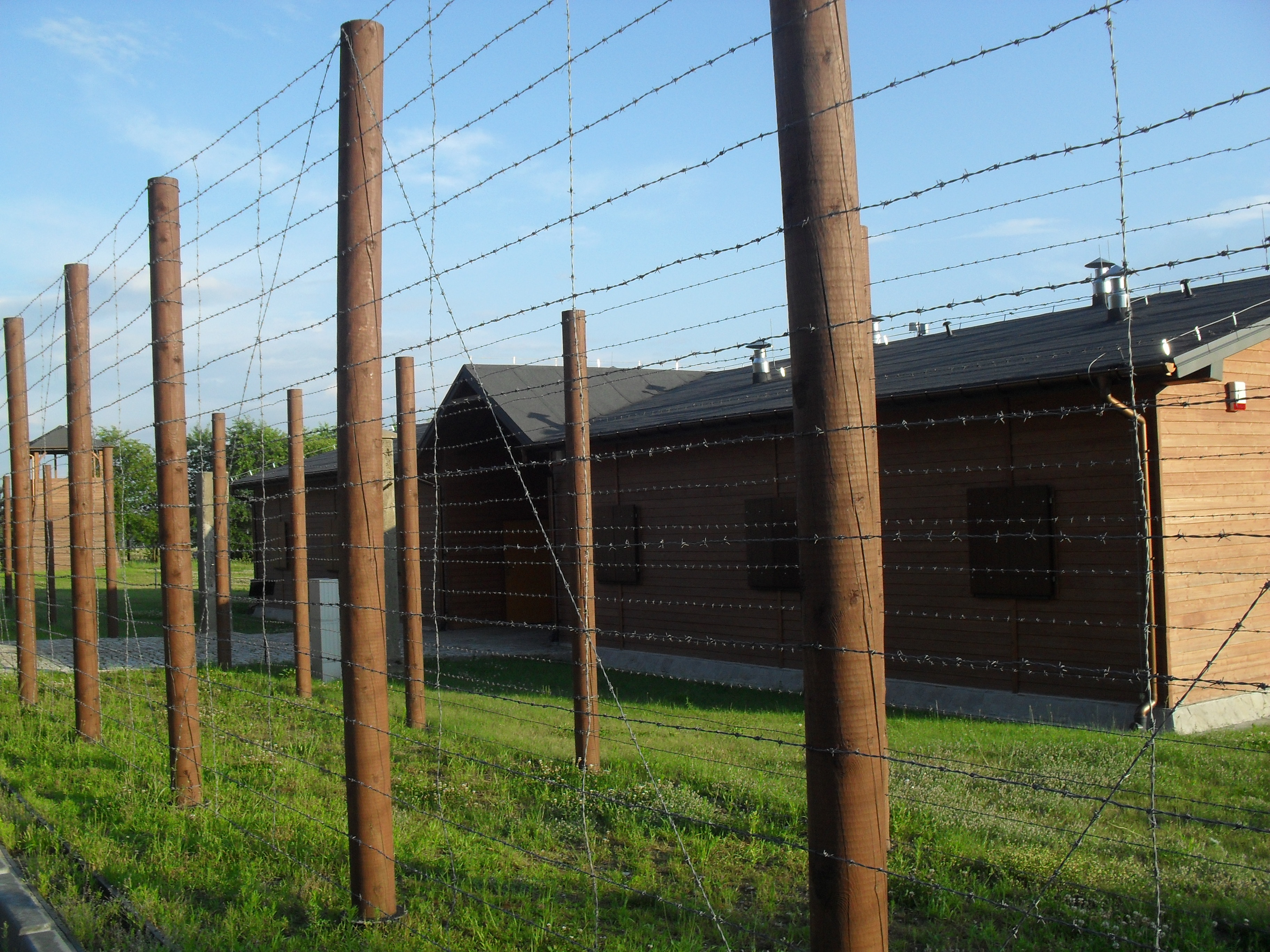
Reconstitution des huttes du camp de concentration.

Les habitants qui vivaient dans les environs ont déjà été expulsés au milieu des années 1940. La base d'entraînement militaire HL-Heidelager connue en allemand sous le nom de SS-Truppenübungsplatz Heidelager a finalement été installée au nord-est de Dębica, non loin de Blizna, en utilisant la main-d'œuvre forcé du camp de concentration voisin situé sous la montagne Królowa Góra, qui détenait 7 000 Juifs, 5 000 prisonniers de guerre soviétiques et 3 000 Polonais (la plupart d'entre eux ont été assassinés avant juillet 1944). Pendant les phases de planification, il fut dénommé « Ostpolen » (entre le 21 décembre 1939 et le 26 juin 1940). Lors de la pose de la première pierre le 26 juin 1940, il fut rebaptisé « Dębica ». À partir du 15 mars 1943, le site est désigné « Heidelager ». Il fut commandé à compter de l'automne 1941 par l'Oberführer-SS Werner von Schele. Le dernier commandant de la base d'entraînement était le SS-Oberführer Bernhardt Voss jusqu'à l'été 1944. 
L'installation ressemblait à une petite ville avec sa propre ligne de chemin de fer à voie étroite, quelque 3 600 hommes de différentes nationalités, comprenant cinémas, salles à manger, des dizaines de villas, un bulletin d'information, un grand bordel de camp composé de femmes détenues du camp de travaux forcés à proximité, et parties de chasse régulières pour les officiers supérieurs. C'est là que la division Galizien vit le jour. La chaîne fut visitée par le Reichsführer-SS Heinrich Himmler le 28 septembre 1943, et abandonnée à l'été 1944 avant l'avance soviétique.